# Saint-Martin-du-Bec
Saint-Martin-du-Bec là một xã thuộc tỉnh Seine-Maritime trong vùng Normandie miền bắc nước Pháp.

### Huy hiệu
| Arms of Saint-Martin-du-Bec | The arms of Saint-Martin-du-Bec are blazoned: Azure, a leopard in in chief 2 crosslets Or, a chief fusilly argent and gules. |

## Dân số
| 1962                                            | 1968 | 1975 | 1982 | 1990 | 1999 | 2006 |
| ----------------------------------------------- | ---- | ---- | ---- | ---- | ---- | ---- |
| 254                                             | 282  | 313  | 532  | 580  | 619  | 649  |
| Starting in 1962: Population without duplicates |      |      |      |      |      |      |